# British Electric Foundation
British Electric Foundation, förkortat B.E.F., är ett produktionsbolag och en musikgrupp bildad 1980 av Martyn Ware och Ian Craig Marsh sedan de båda hade lämnat The Human League.
Deras första utgåva var en samling med instrumentala låtar, Music for Stowaways, som endast gavs ut som kassett. En något annorlunda version, Music for Listening to, gavs  senare även ut som vinylskiva.
1982 släpptes albumet Music of Quality and Distinction Volume One där artister som Tina Turner, Sandie Shaw, Gary Glitter, Paula Yates med flera sjöng gamla pop- och soulklassiker till komp av synthesizers och trummaskiner.
B.E.F hamnade dock snart i skuggan av Wares och Marshs andra grupp Heaven 17 som de bildat tillsammans med Glenn Gregory (som också medverkade på B.E.F-albumet).
Först 1991 kom Music of Quality and Distinction Volume Two, denna gång med sångare som  Lalah Hathaway, Chaka Khan, Green Gartside från Scritti Politti och, återigen, Tina Turner.
B.E.F är numera ett enmansprojekt bestående av Martyn Ware. 2011 återutgavs de tre tidigare albumen i en samlingsutgåva. 2013 kom Music of Quality and Distinction Volume 3 där bland andra Kim Wilde, Sandie Shaw, Boy George, Andy Bell och Green Gartside medverkar.

## Diskografi
Studioalbum
- Music For Listening To (1981)
- Music For Stowaways (1981)
- Music of Quality and Distinction Volume 1 (1982)
- Music of Quality and Distinction Volume 2 (1991)
- Music of Quality and Distinction Volume 3 (2013)

Samlingsalbum
- The Best Of BEF (1998)
- 1981-2011 (2011)

Singlar
- "Ball Of Confusion" (med Tina Turner) (1982)
- "Anyone Who Had A Heart" (med Sandie Shaw) (1982)
- "It's Over" (med Billy MacKenzie) (1982)
- "Family Affair" (med Lalah Hathaway) (1991)
- "I Don't Know Why I Love You (But I Love You)" (1991)
- "Free" (med Billy MacKenzie) (1991)